# Кернохранилище

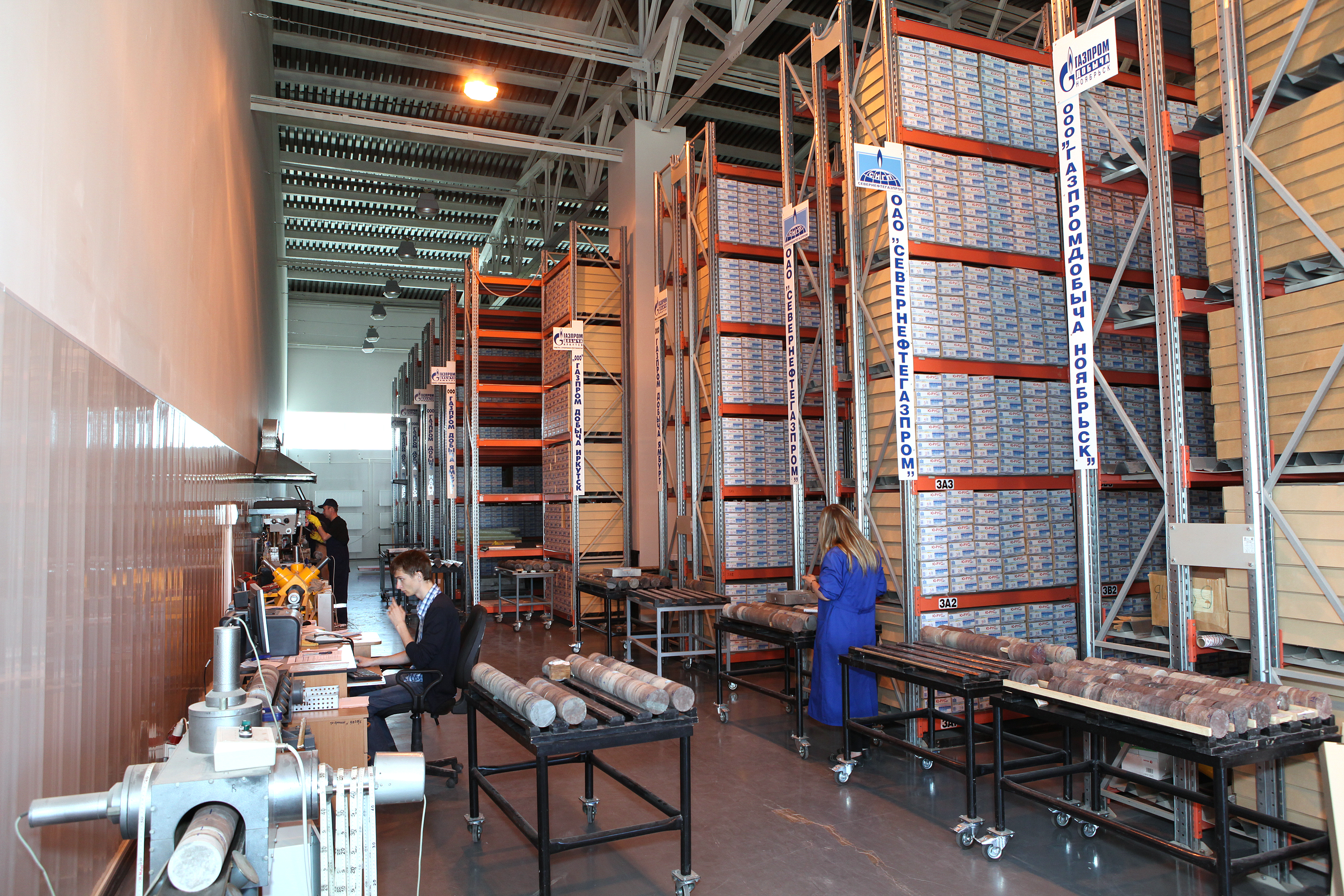
Кернохранилище ООО «ТюменНИИгипрогаз»

Ке́рнохрани́лище — комплекс помещений складского и лабораторного типа, предназначенных для стационарного хранения кернового материала, проведения специалистами комплекса различных, в том числе первичных исследований керна, а также систематизации результатов всех этих исследований.
В развитых нефтегазодобывающих странах (США, Россия, Канада, Норвегия и др.) сохранение керна и информации, получаемой в процессе его изучения, является государственной задачей. Открытие кернохранилища позволяет повысить информативность геологоразведки, а также способствует повышению эффективности разработки месторождений природных углеводородов.
В России одним из крупнейших является отраслевое кернохранилище, созданное в 2009 году на опытно-экспериментальной базе ООО «Газпром ВНИИГАЗ». В России к крупнейшим относятся: Центр исследований керна и пластовых флюидов Филиала ООО «ЛУКОЙЛ-Инжиниринг» «КогалымНИПИнефть», в кернохранилище которого сосредоточено порядка 90 тыс. погонных метров керна; ООО «ТННЦ» — Тюменский нефтяной научный центр, входящий в структуру НК «Роснефть», в котором хранится около 80 тыс. погонных метров керна; ОАО «ТомскНИПИнефть» (также входит в структуру НК «Роснефть»).
В 2009 году был открыт Тюменский научно-исследовательский центр по изучению керна и пластовых флюидов ООО «ТюменНИИгипрогаз», первая очередь которого рассчитана на хранение 70 тыс. пог. метров керна. После сдачи второй очереди объём хранения вырастет до 210 тыс. пог. метров.